# Amadou Togba
Pour les articles homonymes, voir Togba.
Amadou Togba, né le 3 juillet 1934 à Conakry en Guinée, est un ingénieur d'aviation et homme politique guinéen.
Le 22 janvier 2022, il est nommé conseiller au sein du Conseil national de la transition (CNT) de la république de Guinée en tant que représentant des sages des régions.